# Bema

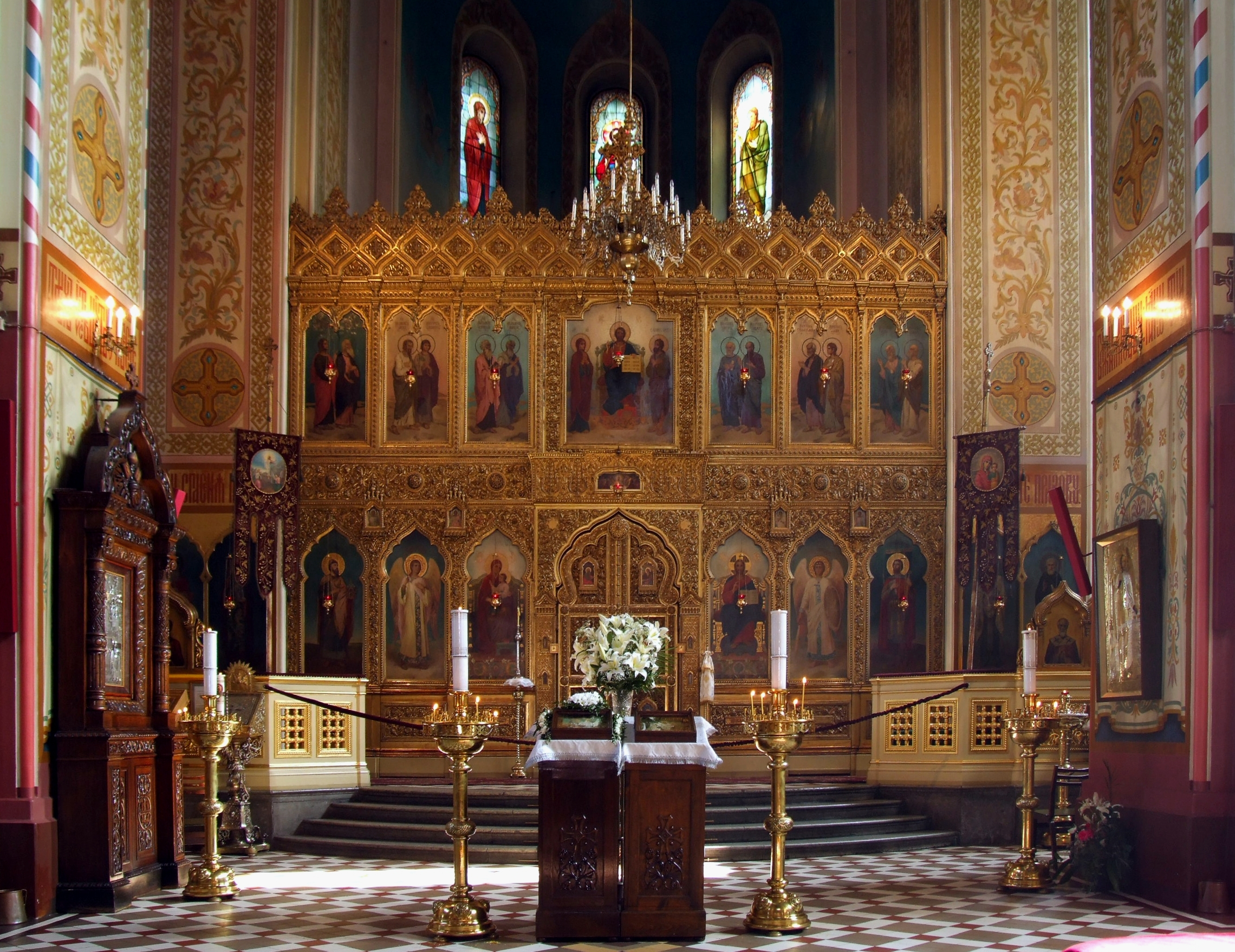
Bema e iconóstase da Catedral de Alexandre Nevsky, em Tallinn, Estônia

Bema (do grego clássico, bēma) é uma plataforma elevada. Na Grécia Antiga, era utilizado como o pódio do orador. Na arquitetura de sinagogas, é chamada de bimá, almemar ou almemor a plataforma elevada utilizada para a leitura da Torá durante os serviços religiosos. Na antiguidade era feita de pedra, mas atualmente é geralmente uma plataforma retangular de madeira à qual se acede através de uns poucos degraus.

## Cristianismo
O uso cerimonial de um bema foi herdado pelo cristianismo do judaísmo durante o período paleocristão. Era originalmente uma plataforma elevada com um atril e assentos para o clero de onde se realizavam as leituras da Bíblia e de onde pregavam os sacerdotes. No cristianismo ocidental, o bema evoluiu para o coro (ou presbitério) e o púlpito.[carece de fontes?]
No cristianismo oriental, "bema" permanece sendo o nome da plataforma onde está o santuário; ela abrange tanto a área atrás da iconóstase e a plataforma a frente dela de onde o diácono lidera as litanias junto ao ambão, de onde o padre prega o sermão e distribui a Sagrada Comunhão. A ele se acede através de um ou dois degraus. Na ortodoxia, os leigos geralmente não pisam no bema, a não ser para receber a comunhão.[carece de fontes?]